# Skorbut
Skorbut je opasna bolest koja nastaje zbog nedostatka vitamina C u prehrani. Prije nekoliko stoljeća skorbut je bila smrtonosna bolest, osobito kad se plovilo brodom koji nije bio opskrbljen hranom koja sadrži vitamin C. Skorbut je bio raširen osobito u Europi, Americi i Aziji. Bolest se znatno prorijedila kada je James Cook zapovjedio da svi brodovi budu opskrbljeni hranom koja ima puno vitamina C. Za prevenciju treba konzumirati adekvatne količine voća i povrća koje sadrže puno vitamina C (kiwi, citrusno voće, brokula...).

## Simptomi
Osoba koja ima skorbut je blijeda, depresivna i bez energije. U gorim slučajevima nastaju otvorene rane i gubitak zubiju. Također, mogu oslabljeti i kosti, pa čak, u rijetkim slučajevima, nastati i smrt.